# Vangsnes
Vangsnes è un piccolo villaggio norvegese nel comune di Vik, contea di Vestland, situato in riva al Sognefjord.